# Anoeschka von Meck
Anoeschka von Meck (1967-) escritora namibia en afrikáans nacida en Mariental.

## Biografía
Vivió mucho tiempo en Henties Bay y se estableció en California en 1983 para completar sus estudios de secundaria. Estudió biología marina y religiones comparadas en San Francisco. Más tarde, arqueología y religión en la Universidad de Ciudad del Cabo y egiptología en la Universidad de Stellenbosch.
En su obra, refleja la sociedad de Namibia actual.

## Obra
- Annerkant die Longdrop, 1998
- Vaselintjie, 2004

## Premios
- Golden Poet Award